# Kultura Chiripa i Pucara

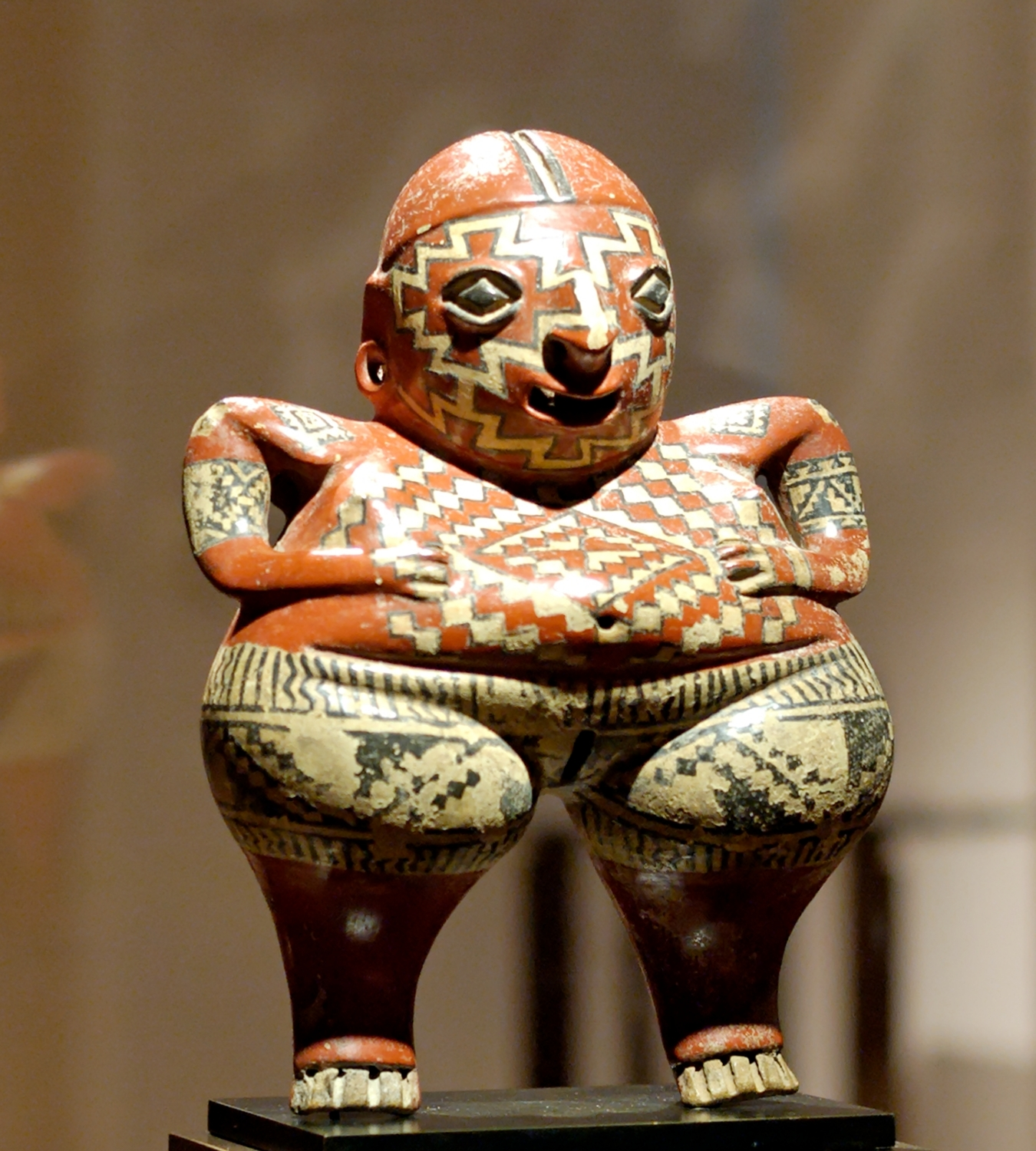
Figurka z terakoty (ze zbiorów Luwru)

Kultury Chiripa i Pucara rozwijały się na terenach położonych nad jeziorem Titicaca. Chiripa w Boliwii osiągnęła swój szczyt ok. VI w. p.n.e., jej zanik nastąpił w II w. p.n.e. Pucara związana jest z peruwiańskim brzegiem jeziora, pojawiła się ok. I w. p.n.e. W Chiripa odnaleziono świątynię o wymiarach 23 × 21,5 m zbudowaną z kamienia. W głębszych warstwach archeologicznych natrafiono na skupisko domów o podwójnych kamiennych ścianach. Pod nimi znajdowały się grobowce. Ceramika odnaleziona na tym terenie w pierwszym okresie była jednobarwna, późniejsza została ozdobiona żółtym motywem geometrycznym (często o układzie schodkowym) na czerwonym tle. W zespole Pucara natrafiono na zgromadzone wokół dziedzińca budowle wraz z świątynią o półkolistych pomieszczeniach. Kamienne mury ozdobione zostały reliefem. Odkryto też kamienne rzeźby, wśród których na uwagę zasługuje posąg mężczyzny z kłami, trzymającego uciętą głowę. Ceramika znaleziona w tym zespole zdobiona jest żółtym lub czarnym motywem kocich łbów lub głów człowieka wykonanym na czerwonym tle.